# Arnulfo Arias Madrid
Arnulfo Arias Madrid (República de Panamà, 15 d'agost de 1901 - Miami, Estats Units, 10 d'agost de 1988) va ser un metge, escriptor, diplomàtic i polític panameny, que va assolir la presidència del seu país en tres ocasions, arribant a postular-se fins a en cinc ocasions per al càrrec, no aconseguint culminar cap dels seus períodes, per causa dels diferents cops d'estat que va sofrir per part dels sectors militars del país.
Graduat com a metge de la Universitat Harvard, Arnulfo Arias inicia la seva carrera política en donar suport a la candidatura del seu germà Harmodio Arias Madrid a la Presidència de Panamà. Amb la victòria d'aquest, va passar a exercir com a Ministre d'Agricultura i Ministre d'Obres Públiques, a més de servir com a Enviat Extraordinari i Ministre Plenipotenciari davant els governs d'Alemanya, Anglaterra, França, Suècia i Dinamarca.
La seva tenaç oposició als règims militars que van governar Panamà, juntament amb les adversitats que va patir en la seva carrera política, incloent-hi des de fraus electorals fets contra la seva persona, fins a tres cops d'estat, el van convertir en un dels líders més populars i reconeguts de Panamà, passant a ser una «Icona de la Democràcia Panamenya».

## Orígens
Va néixer el 15 d'agost de 1901 a Penonomé, província de Coclé. Fill d'Antonio Arias i Carmen Madrid, hisendats de l'alta burgesia nacional i molt coneguts a la societat coclesana. Va cursar els estudis primaris amb els Germans Cristians francesos (avui dia La Salle) al seu poble natal.

## Estudis
Els estudis secundaris els va realitzar a Nova York i els superiors a les Universitats de Chicago i Harvard on va cursar estudis de Medicina, i on va obtenir el títol de Doctor en Medicina i Cirurgia, sent el primer panameny a graduar-se amb honors acadèmics en aquestes universitats nord-americanes. Després es va especialitzar en psiquiatria, obstetrícia i endocrinologia.

## Trajectòria política
El 1925 va tornar al seu país i va encapçalar l'organització nacionalista Acción Comunal, que el 2 de gener de 1931 va donar un cop d'estat contra el president liberal Florencio Harmodio Arosemena, a qui van aconseguir enderrocar, imposant a Ricardo J. Alfaro. Un any després, va ajudar el seu germà gran, Harmodio Arias Madrid, a obtenir la presidència (1932-1936).
Durant el govern del seu germà Harmodio Arias Madrid va ocupar la Secretaria d'Agricultura i Obres Públiques. El 1936, Juan Demóstenes Arosemena el va nomenar Enviat Extraordinari i Ministre Plenipotenciari davant els governs d'Alemanya, Anglaterra, França, Suècia i Dinamarca, on va romandre fins al 1939. També va exercir com a delegat davant la Societat de Nacions.
De retorn al país, va ser elegit President de la República el 1940 per un ampli marge de vots, després que el candidat opositor, Ricardo J. Alfaro, es retirés de la contesa per les accions de violència contra ell i els seus seguidors durant la campanya electoral.
Poc abans Arias havia donat a conèixer la seva cèlebre Doctrina Panamenyista, en la qual rebutjava l'intervencionisme forà i exaltava els valors nacionals, influenciat per les doctrines nacionalistes de l'època.
Durant el primer any de govern va realitzar una important labor reformista i modernitzadora que va abastar: la promulgació de la Constitució de 1941; la creació de la Caja del Seguro Social; la fundació del Banc Agropecuario e Industrial; la nacionalització del comerç al detall; la reglamentació de l'exercici de l'advocacia, dels bancs i del comerç; el sufragi femení; la creació d'un Banc Central.
La seva oposició a les exigències dels Estats Units, en el llindar de la II Guerra Mundial, així com la insatisfacció d'alguns sectors interns, va conduir al seu derrocament a l'octubre de 1941.
Ricardo Adolfo de la Guardia va ocupar la presidència de la República reemplaçant Arias, però no va derogar la Constitució. La pressió popular i dels principals partits de l'època el van obligar a convocar una Assemblea Nacional Constituent, que va suspendre els efectes de la Constitució de 1941, amb excepció de les normes relatives al Poder Judicial i al Ministeri Públic.
Es va exiliar fins al 1945, i va tornar a presentar-se a la presidència el 1948 al capdavant del Partit Revolucionari.
Tot i perdre les eleccions davant Domingo Díaz Arosemena, un any després se'l va donar com a guanyador per errors en el recompte, i va assumir novament la presidència del país el 24 de novembre de 1949.
El 1951 és destituït per la Guardia Navional després d'una onada de protestes i revoltes populars. Jutjat per l'Assemblea Nacional, va ser declarat culpable, i se'l va privar de manera vitalícia de l'exercici dels seus drets polítics.
El 1960, el president Roberto F. Chiari li va restituir els drets polítics i permetent-li inscriure el Partit Panamenyista. Quatre anys més tard va ser una vegada més candidat presidencial, enfrontant-se al candidat del govern, Marco Aurelio Robles Méndez, que es va alçar amb el triomf malgrat les denúncies de frau i irregularitats.
El 1964 no va poder aconseguir la presidència de la República, però va ser triat per tercera vegada el 1968, per ser enderrocat només 11 dies després d'haver pres possessió del càrrec.
L'11 d'octubre de 1968 els comandaments mitjans de la Guàrdia Nacional de Panamà, encapçalats pel major Boris Martínez i els tinents coronels Omar Torrijos Herrera i Jose H. Ramos Bustamante van dirigir un cop d'estat militar. Arias es refugia a la Zona del Canal de Panamà i marxa a l'exili, novament als Estats Units.
El 1984, amb 83 anys, va ser candidat presidencial de l'Alianza Democrática de Oposición, però una vegada més els militars van vetar el seu ascens al poder, propiciant un escandalós frau amb robatori d'urnes, actes i la mort d'una persona, que li va atorgar el triomf al candidat oficialista Nicolás Ardito Barletta per l'estret marge de 1.713 vots.
Molt de temps després es va descobrir el frau electoral, divulgat per l'aleshores president del Tribunal Electoral, César A. Quintero, i pel Coronel Roberto Díaz Herrera, Cap de l'Estat Major de les Forces de Defenses de Panamà. Aquest fet va provocar la major crisi política de la història de Panamà i convertí Arias en la principal figura de l'oposició contra el Règim Militar.

## Mort
Va morir el 10 d'agost de 1988 a Miami, Estats Units d'Amèrica, a causa de complicacions pròpies de la seva avançada edat (87 anys).
El cos va ser traslladat a la ciutat de Panamà, on fou sepultat al Cementiri Jardín de la Paz.
El seu enterrament, el 15 d'agost de 1988, va ser un acte de protesta contra la dictadura militar del general Manuel Antonio Noriega. Un any després, el 20 de desembre de 1989, Noriega cauria en mans de l'Exèrcit dels Estats Units, que va envair militarment Panamà.
Les despulles d'Arnulfo Arias Madrid van ser retirades de la seva tomba el gener de 2012, en que se li va fer un funeral d'estat. Les restes van ser finalment enterrades a Penonomé, el seu poble natal, el 8 de gener de 2012, vint-i-dos anys després de la seva mort.